# ألكسندر بروخروف
ألكسندر بروخروف  (الروسية: Алекса́ндр Про́хоров) هو عالم فيزيائي روسي حاز جائزة نوبل للفيزياء عام 1964 عن أبحاثه الرائدة في ابتكار الليزر والميزر. واشترك معه في هذه الجائزة العالم الروسي نيكولاي باسوف والعالم الأمريكي شارلز تاونز.
ولد ألكسندر بروخروف في 11 يوليو 1916، وتوفي في 8 يناير 2002، وكان مولده في كوينزلاند بالولايات المتحدة الأمريكية حيث هاجر أبويه إليها، ولكن أعادتهم الولايات المتحدة إلى الاتحاد السوفيتي عام 1923. خدم في الجيش الروسي وعمل أستاذاً بجامعة موسكو.
وهو عضو في أكاديمية العلوم في الاتحاد السوفيتي، والأكاديمية الروسية للعلوم، والأكاديمية الألمانية للعلوم ليوبولدينا، والأكاديمية الأمريكية للفنون والعلوم.
توفي في موسكو.

## التعليم
تعلم في جامعة سانت بطرسبورغ الحكومية، وكلية الفيزياء بجامعة سانت بطرسبورغ الحكومية.

## مناصب وهيئات

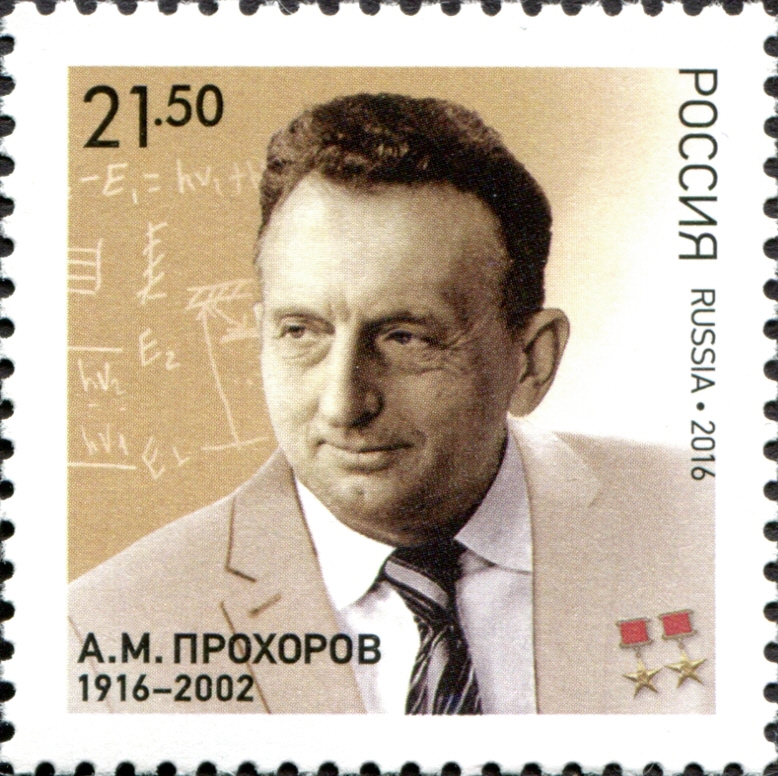
ألكسندر بروخوروف على طابع بريدي روسي لعام 2016

أدار معهد موسكو للفيزياء والتكنولوجيا، وجامعة موسكو الحكومية.

## جوائز
حصل على جوائز منها:
- قلادة فريدريك آيفس (2000)
- Helmholtz Medal (1987)
- جائزة نوبل في الفيزياء (1964)
- جائزة لينين (1959)
- Medal "Veteran of Labour"
- ميدالية "الشجاعة"
- Medal "In Commemoration of the 850th Anniversary of Moscow"
- Lomonosov Gold Medal
- جائزة الدولة السوفيتية
- وسام الحرب الوطنية من الدرجة 1
- وسام لينين
- Order For Services to the Fatherland 2nd degree
- ميدالية الانتصار على ألمانيا في الحرب الوطنية العظمى 1941-1945
- بطل العمل الاشتراكي
- وسام "العمل الشجاع في الحرب الوطنية العظمى 1941-1945.

## روابط خارجية
- ألكسندر بروخروف على موقع الموسوعة البريطانية (الإنجليزية)
- ألكسندر بروخروف على موقع مونزينجر (الألمانية)
- ألكسندر بروخروف على موقع إن إن دي بي (الإنجليزية)